# Sinagoga de pe str. 1 Mai nr. 31 (Rădăuți)
Sinagoga din Strada 1 Mai nr. 31 din Rădăuți este un fost lăcaș de cult evreiesc din municipiul Rădăuți, localizat pe strada 1 Mai nr. 31, pe drumul care duce la Frătăuți, în apropiere de Templul Mare. 

## Comunitatea evreiască din Rădăuți

### Situația evreilor sub regimul austriac
Primii evrei au sosit în târgul Rădăuți la sfârșitul secolului al XVIII-lea venind din Galiția, dar și din localități ca Siret, Storojineț, Cernăuți, Suceava, Mihăileni sau Gura Humorului. Negustorul Iossel Reichnenberg, sosit în 1796, este primul evreu cunoscut aici. Registrul de taxe din 1807 consemnează existența a trei familii evreiești la Rădăuți.
Autoritățile austriece nu au încurajat instalarea familiilor evreiești la Rădăuți. În anul 1816, contele Hardegg, trimisul Curții Imperiale, a sosit la Herghelia din Rădăuți și a dat ordin ca evreii să fie alungați din localitate. Ordinul nu a fost pus însă în aplicare, iar numărul evreilor de aici a continuat să crească. În anul 1821, s-a deschis în localitate o cârciumă pentru evrei. În 1830 s-a deschis prima sinagogă, ulterior achiziționându-se și spațiu pentru un cimitir. 
Rădăuțiul a fost ridicat la rang de oraș în anul 1852, iar prin Constituția Imperiului Austro-Ungar din 1867 li s-a acordat evreilor cetățenia statului dualist austro-ungar. 
Pentru a se înțelege importanța comunității evreiești din Rădăuți, trebuie spus că din cei 11.162 locuitori ai orașului în 1880, evreii reprezentau 30,9% din populație (3.452 locuitori).  În anul 1888 comunitatea evreiască număra 523 de familii, care dispuneau de un templu, opt case de rugăciune (sinagogi) și șase școli oficiale.  În anul 1910 locuiau în oraș 5.940 de evrei, 5.256 de germani și 4.456 de români.

### Perioada interbelică
După primul război mondial, germanii au emigrat în Germania și Austria, același destin urmându-l și o parte dintre evrei. Evreii rămași au contribuit la dezvoltarea orașului, unii dintre ei fiind membri în Consiliul orășenesc. Comunitatea s-a dezvoltat. În perioada interbelică funcționau aici un liceu particular evreiesc (în perioada 1919-1926) și o școală evreiască, susținută de Comunitatea Evreiască, ce cuprindea o grădiniță și cursuri pentru adulți. Pentru evreii nevoiași au fost înființate în 1925 un azil de bătrâni (pentru 40 de persoane) și o cantină (ce oferea mese gratuite la 100 persoane).
În anul 1930, conform datelor oferite de recensământul oficial, în oraș trăiau 5.647 evrei (adică 33,6% din populație). Venirea la putere în anul 1937 a Guvernului Goga-Cuza a dus la elaborarea de legi cu caracter antisemit care au determinat o serie de persecuții la adresa evreilor: ei erau bătuți pe stradă, siliți să țină prăvăliile deschise de Șabat etc. În iunie 1940, noile legi adoptate de guvernul Ion Gigurtu au prevăzut confiscarea proprietăților, expulzarea din școli și din funcțiile publice a persoanelor de etnie evreiască și interzicerea medicilor evrei să trateze pacienți de alte etnii. În oraș a avut loc la 24 ianuarie 1941 un pogrom în care au fost omorâți 12 evrei.

### Războiul și emigrarea postbelică a evreilor
La sfârșitul anului 1940, Rădăuțiul număra 9.330 de români, 2.989 de evrei și 148 de germani.  Ca urmare însă a persecuțiilor din satele din apropiere, evreii de acolo s-au mutat la oraș. În august 1941, toți cei 2.000 de evrei din Siret au fost aduși la Rădăuți.
În data de 11 octombrie 1941, cei 4.763 evrei rădăuțeni (35,2% din populația orașului), plus cei refugiați din teritoriile cedate URSS-ului, au fost deportați în lagărele din Transnistria. În oraș au rămas numai 62 evrei (după evidențele din 1942). În cele două zile următoare, circa 10.000 evrei au fost urcați în trenurile de vite și transportați în lagărele din Berșad, Obodovca, Tibulovca și Balta. Mulți dintre ei au murit pe drum, alții decedând în lagăre.
Începând din 1945, supraviețuitorii Holocaustului au început să se întoarcă în oraș, doar 1.500 de evrei rădăuțeni revenind. Totuși, aici s-au stabilit și evreii deportați din Bucovina de Nord și Basarabia, până la sfârșitul anului 1946, când rușii au închis granițele. Evreii au găsit sinagogile transformate în depozite și grajduri, iar sulurile de Tora au fost reciclate, pentru a face diverse lucruri, cum ar fi tobe și sandale. 
Numărul evreilor din Rădăuți a crescut din nou după război, ajungând la circa 6.000 în anul 1947. Prin oraș au tranzitat mulți evrei care nu au rămas și s-au îndreptat spre alte localități în speranța că de acolo vor emigra mai ușor spre Palestina. În perioada toamna anului 1950 - aprilie 1951 circa 2.000 evrei din Rădăuți au emigrat legal în noul stat Israel, în oraș rămânând circa 3.000 evrei. Abia în octombrie 1958 guvernul României a permis din nou evreilor să emigreze. Astfel, în anul 1962, rămăseseră în Rădăuți doar aproximativ 800 de evrei.
Activitatea religioasă a continuat să se desfășoare în Rădăuți. În 1962, funcționau în localitate trei sinagogi, printre care și Sinagoga de pe strada 1 Mai nr. 31.

## Sinagoga de pe str. 1 Mai nr. 31
Prima sinagogă din Rădăuți a fost construită în anul 1830 de către Eliahu Gewölb, în centrul orașului.
Ca urmare a creșterii numărului de evrei din oraș, sinagogile au devenit neîncăpătoare, iar în anul 1880, în timpul vizitei împăratului Franz Joseph I la Rădăuți, o delegație de evrei i-a solicitat sprijinul. Aveau nevoie de un teren pentru a construi o mare sinagogă. Împăratul și-a dat acordul punând la dispoziția comunității evreiești o parcelă de teren în centrul orașului, lângă parc. La 18 august 1883, de ziua de naștere a împăratului Franz Joseph I, a fost inaugurat Templul Mare din centrul orașului. 
Pe drumul Frătăuților, în apropiere de Templul Mare, a fost construită o sinagogă. Aflată pe strada 1 Mai nr. 31, sinagoga a funcționat până în anii '60 ai secolului al XX-lea. Pe măsură ce numărul evreilor din oraș scădea ca urmare a emigrării în Israel, în această sinagogă nu s-au mai oficiat slujbe religioase. Ea este folosită în prezent ca depozit.
În prezent, singura sinagogă în funcțiune din Rădăuți este Templul Mare.
În lista sinagogilor din România publicată în lucrarea "Seventy years of existence. Six hundred years of Jewish life in Romania. Forty years of partnership FEDROM – JOINT", editată de Federația Comunităților Evreiești din România în anul 2008, se preciza că Sinagoga de pe strada 1 Mai nr. 31 din Rădăuți nu mai era în funcțiune. 